# Smicrostigma viride
Smicrostigma viride là một loài thực vật có hoa trong họ Phiên hạnh. Loài này được (Haw.) N.E. Br. miêu tả khoa học đầu tiên năm 1930.